# Реджайна
Реджа́йна (англ. Regina [rɨˈdʒaɪnə]) — столиця та друге за чисельністю населення місто канадської провінції Саскачеван. В 2011 році населення міста становило 193 тис. осіб, метрополії — 210 тис. У районах Реджайни і Саскатуна проживає більше 40% мешканців Саскачевану.

## Назва
Реджайну названо у 1882 році на честь королеви Великої Британії Вікторії. Назва міста походить від слова «королева» (лат. regina): точніше від титулу королеви Вікторії — «реджайна» (англ. Victoria Regina).

## Історія

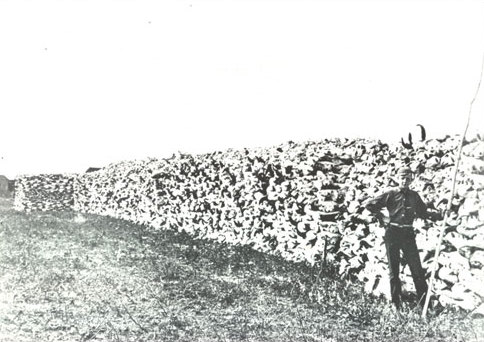
Купа кісток бізонів, зібрана містянами

Реджайна була заснована в 1882 році, коли Канадська Тихоокеанська залізниця побудувала трансконтинентальну залізницю через регіон. «Закон про землі Домініону» (англ. Dominion Lands Act) закликав поселенців приїжджати в район, де вони були в змозі придбати 65 га землі за $10.
Місто спочатку було відоме як «купа кісток» (англ. Pile of bones), тому що в цьому районі була велика кількість кісток бізонів. У 1882 році місто було названо на честь королеви Вікторії.
У 1883 році Реджайна стала новою столицею Північно-Західних територій, оскільки її суперник Бетлфорд (англ. Battleford) не був розташований так близько до залізниці. 1 грудня 1883 року Реджайна була офіційно проголошена містом. До заснування Саскачевану в 1905 році Реджайна залишалася столицею території.
Політик і народний герой, провідник інтересів місцевих метисів і індіан, Луї Ріель був екстрадований до Реджайни після поразки від урядових сил у повстанні Північного Заходу в 1885 році. Ріель був визнаний винним у державній зраді і повішений 16 листопада 1885 року. Інсценізацію судового процесу щоліта проводять у формі публічної вистави «Процес Луї Ріеля».
З 1892 lo 1920 рік місто було штаб-квартирою Північно-Західної кінної поліції, штаб-квартирою західної Королівської канадської кінної поліції та місцем розташування Академії навчання КККП.
19 червня 1903 року був прийнятий міський статут, а 23 травня 1906 місто було проголошене столицею провінції Саскачеван. У 1908 році було розпочато, а в 1912 році закінчено будівництво будівлі Законодавчих зборів Саскачевану.
30 червня 1912 найсильніший в історії Канади торнадо завдав величезної шкоди місту, 28 мешканців загинули.
Реджайна сильно постраждала від Великої депресії, зростання міста істотно сповільнилося. З 1930-х Реджайна відома як один з основних центрів соціально-орієнтованих політичних і громадських рухів Канади.
Період економічного занепаду міста тривав до 1970-х, коли в його околицях почався видобуток нафти і газу.

## Географія і клімат
Реджайна розташована на висоті 577 м над рівнем моря в районі прерій, що постійно потребує води. Однак, з моменту заснування жителі насаджували дерева і робили греблі. 
|                                    | Колись Реджайна була пустельною прерією, але ми перетворили її на оазу з деревами і парками. |
| — Майкл Фоуджер, член міської ради |                                                                                              |

Завдяки спорудженню дамби на струмку Васкан-Крік в межах міста з'явилося озеро Васкан, що використовується для відпочинку містян (взимку — як ковзанка).

### Клімат
Клімат континентальний з рисами напівпустельного, тепле літо і холодна суха зима. Середня температура влітку 16 — 19 °С, взимку -13 — -16 °C. За рік випадає близько 378 мм опадів.
| Клімат Реджайни                                          | Клімат Реджайни | Клімат Реджайни | Клімат Реджайни | Клімат Реджайни | Клімат Реджайни | Клімат Реджайни | Клімат Реджайни | Клімат Реджайни | Клімат Реджайни | Клімат Реджайни | Клімат Реджайни | Клімат Реджайни | Клімат Реджайни |
| Показник                                                 | Січ.            | Лют.            | Бер.            | Квіт.           | Трав.           | Черв.           | Лип.            | Серп.           | Вер.            | Жовт.           | Лист.           | Груд.           | Рік             |
| Абсолютний максимум, °C                                  | 8,0             | 12,5            | 21,1            | 32,8            | 38,0            | 41,0            | 43,9            | 41,1            | 36,7            | 32,0            | 23,3            | 15,0            | 43,9            |
| Середній максимум, °C                                    | −10,1           | −7,2            | 0,2             | 11,0            | 19,1            | 23,6            | 25,8            | 25,1            | 18,2            | 11,4            | −0,5            | −8,2            | 9,0             |
| Середня температура, °C                                  | −16,3           | −13,1           | −5,7            | 4,1             | 11,6            | 16,3            | 18,5            | 17,4            | 10,9            | 4,0             | −6,1            | −14,1           | 2,3             |
| Середній мінімум, °C                                     | −22,3           | −18,9           | −11,5           | −2,8            | 4,0             | 9,0             | 11,1            | 9,7             | 3,6             | −3,3            | −11,6           | −19,9           | −4,4            |
| Абсолютний мінімум, °C                                   | −47,2           | −47,2           | −45             | −28,3           | −12,8           | −5,5            | −2,8            | −3              | −15             | −23             | −39             | −42,5           | −47,2           |
| Норма опадів, мм                                         | 15.1            | 11.6            | 19.3            | 22.9            | 54.6            | 64.9            | 67.6            | 38.2            | 33.8            | 19.2            | 12.4            | 18.6            | 378.1           |
| -------------------------------------------------------- | --------------- | --------------- | --------------- | --------------- | --------------- | --------------- | --------------- | --------------- | --------------- | --------------- | --------------- | --------------- | --------------- |
| Джерело: Канадський департамент навколишнього середовища |                 |                 |                 |                 |                 |                 |                 |                 |                 |                 |                 |                 |                 |

## Населення
Як і в інших районах прерій, переважна маса жителів — нащадки переселенців з усіх кінців світу. Найбільше осіб німецького (32%) і англійського (25%) походження. Близько 12% — етнічні українці. Місцевих індіанців — всього близько 6%. Близько 84% містян належать до білої раси. У місті є велика китайська громада (2% населення).
Рівень злочинності досить високий за канадськими мірками.

### Україноканадська громада Реджайни
У Реджайні понад 7 000 україноканадців: перші з'явилися у місті наприкінці XIX століття — працювали у сфері послуг міста та залізниці.
У 1909—14 роках в Реджайні діяли, засновані урядом, учительські курси для підготовки учителів-чужинців, які закінчили близько 100 українців.
У місті є 4 українські парафії: дві українські греко-католицькі та дві українські православні церкви, а також низка українських організацій.
Українська католицька церква Св. Василія (англ. St. Basil's Ukrainian Catholic Church) збудована в 1960-х. При церкві є будинок для священника і будинок громадських подій.

## Освіта
У 1911 році було засновано Реджайнський університет. У Реджайнському університеті навчається бл. 4500 студентів, є славістичний відділ, у якому викладають і професори-українці.
«Саскачеванський Інститут прикладної науки й технології — Васкана Кампус» (англ. Saskatchewan Institute of Technology - Wascana Campus), було засновано в 1972 році.
Академія канадської королівської кінної поліції (англ. RCMP Academy, Depot Division) — школа підготовки національної поліції й відомої «Музичної їзди на конях» (англ. Musical Ride) знаходиться в Реджайні, її було засновано в 1885 році.

## Економіка
Основу економіки міста та його околиць становить видобуток корисних копалин — нафти, природного газу, поташу, каолініту та бентоніту. Найважливіше значення має також сільське господарство — вирощування зернових і скотарство в прилеглих районах та переробка сільгосппродукції в самому місті.
Головні види економічної діяльності в місті включають:
- Сталь і виробництво
- Інформаційні технології
- Енергетика та переробка
- Фінансові послуги
- Страхування агробізнесу [10]

## Цікаві місця
В місті Реджайні багато музеїв, визначних споруд, меморіалів і об'єктів культурної спадщини. Найвідомішими є:
- «Васкана Центр» (англ. Wascana Center) — міський парк, розташований навколо озера Васкана поєднання природних територій і будівель, що містять установи, рекреаційні, культурні, освітні і природоохоронні заклади. Парк займає 9,3 км2.
- «Королівський музей Саскачевану» (англ. Royal Saskatchewan Museum) — Музей природної історії.
- «Саскачеванський науковий центр» (англ. Saskatchewan Science Centre), розташований у будівлі колишньої електростанції, збудованої в 1914 році (англ. Powerhouse) на сході озера Васкани;
- «Художня галерея ім. Нормана Макензі» (англ. Norman Mackenzie Art Gallery)
- «Академія навчання королівської канадської кінної поліції» й музей;
- «Офіційна зезиденція губернатора» (англ. Government House), де проводяться екскурсії перевдягнутими відповідно до епохи екскурсоводами.
- «Казино Реджайна» (англ. Casino Regina),
- «Канадська західна аграрна виставка» (англ. Canadian Western Agribition), зимова сільськогосподарська виставка з ринком.

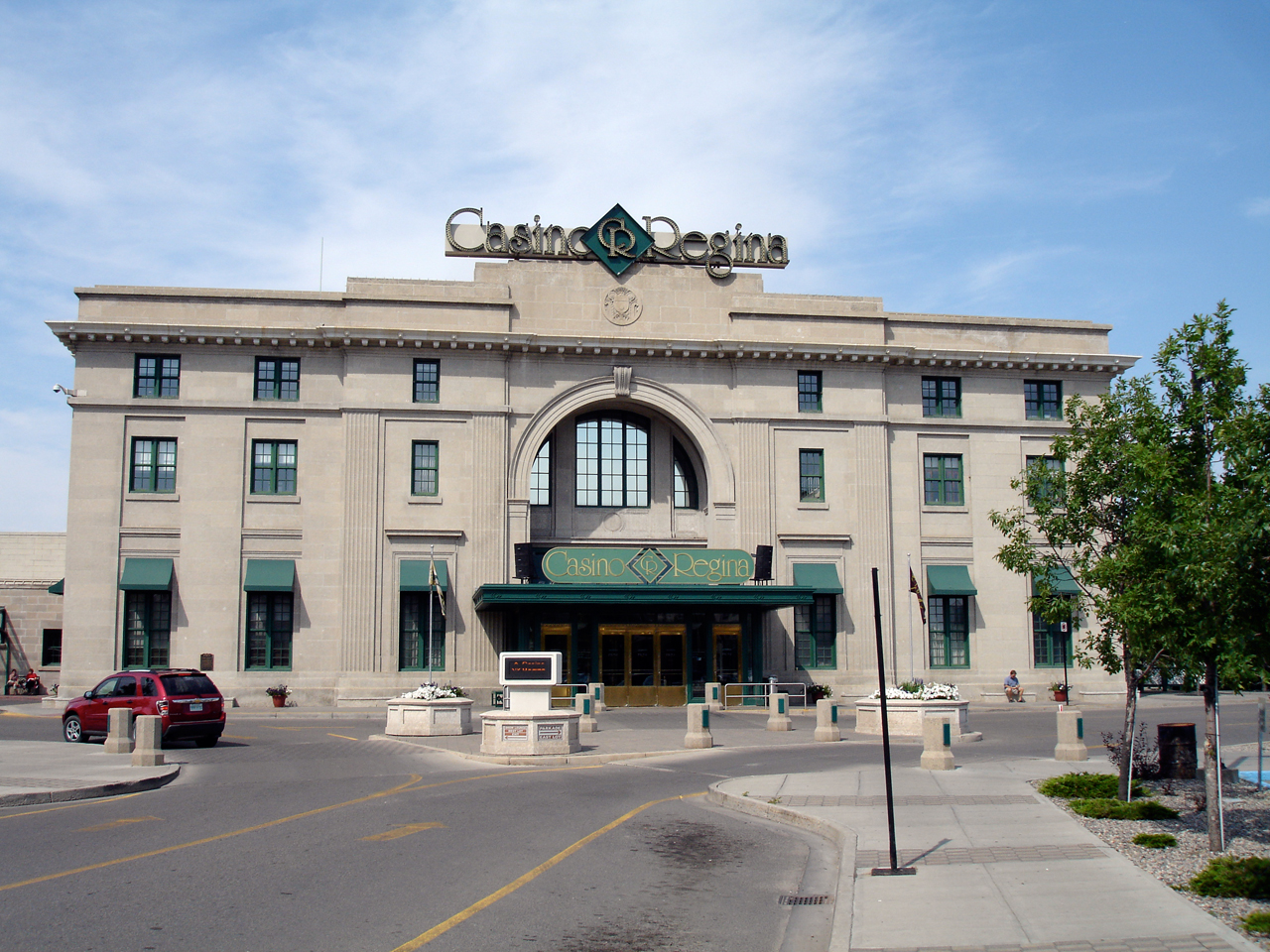
«Казино Реджайна» в будівлі колишнього залізничного вокзалу
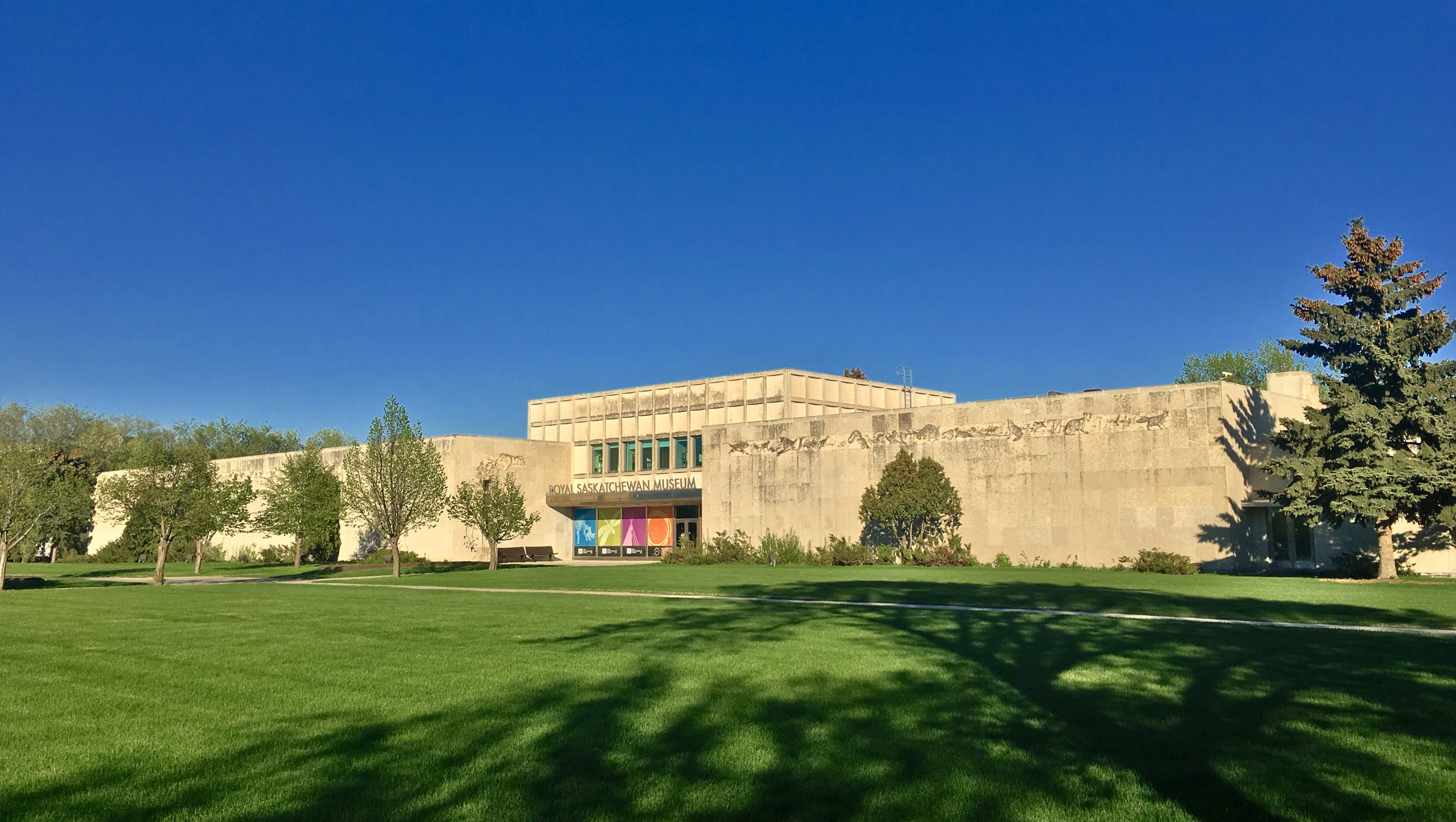
Королівський музей Саскачевану
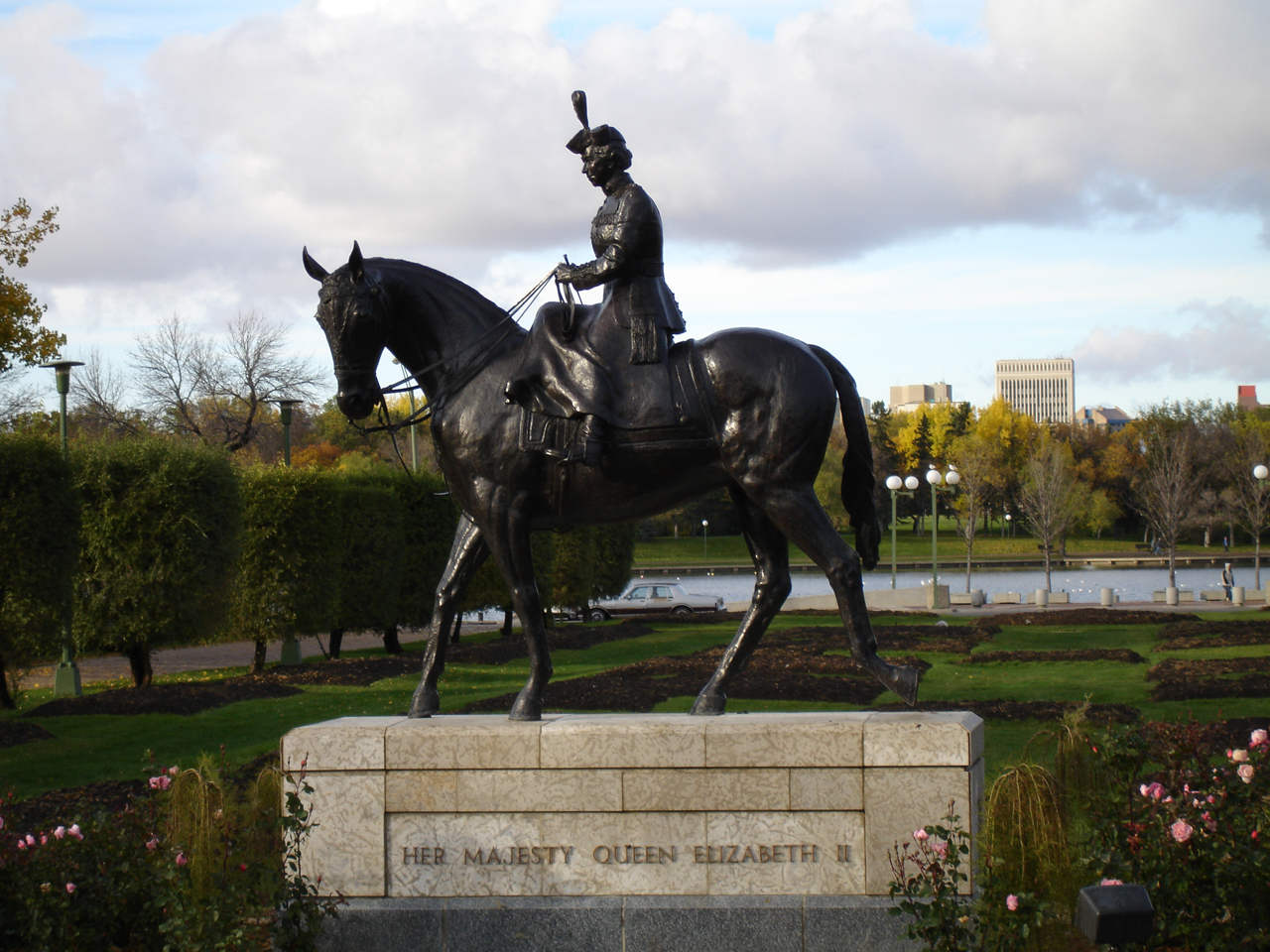
Кінна статуя королеви Єлизавети II у Васкана-центрі
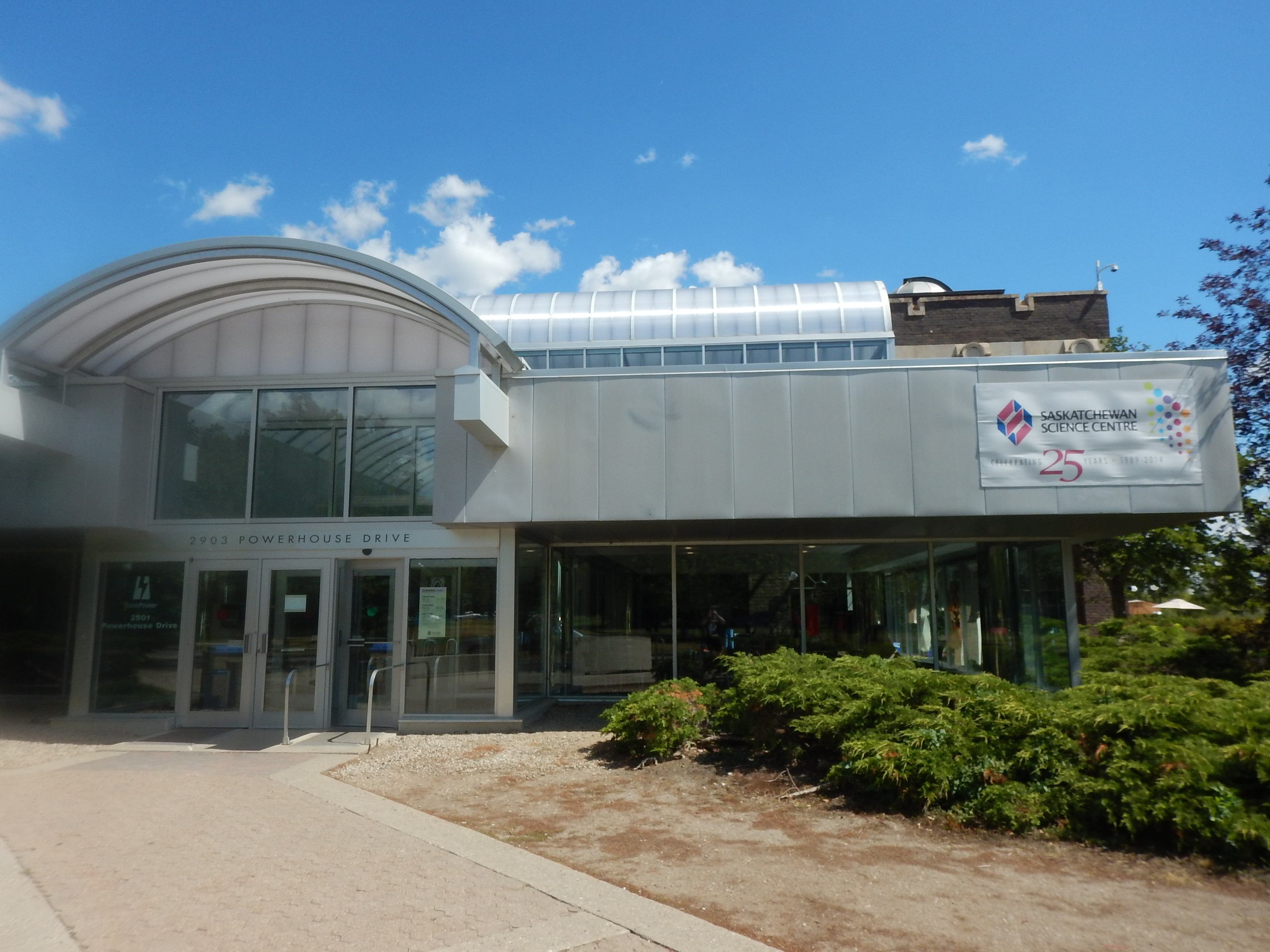
Саскачеванський науковий центр
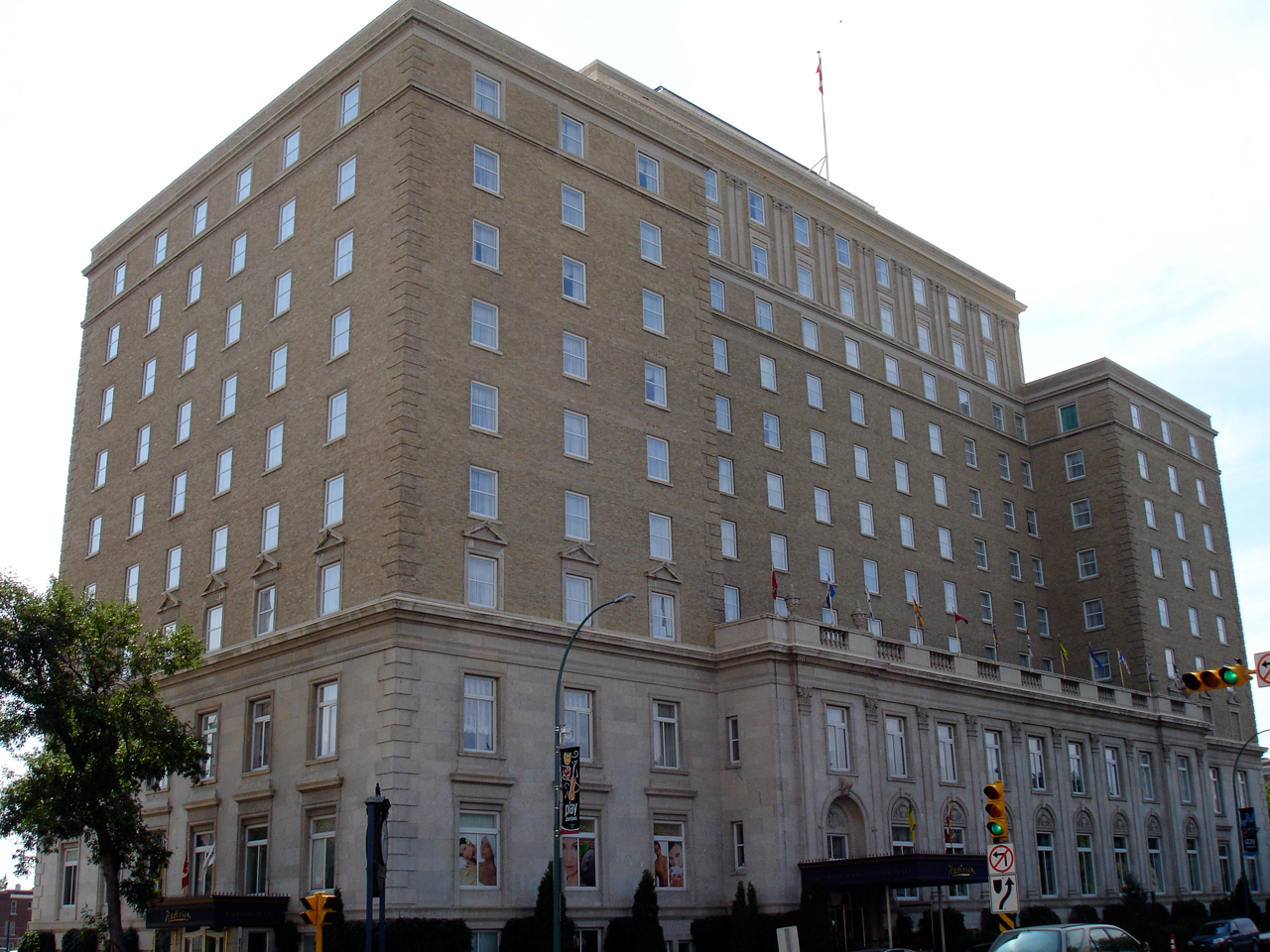
Готель «Саскачеван»

## Спорт

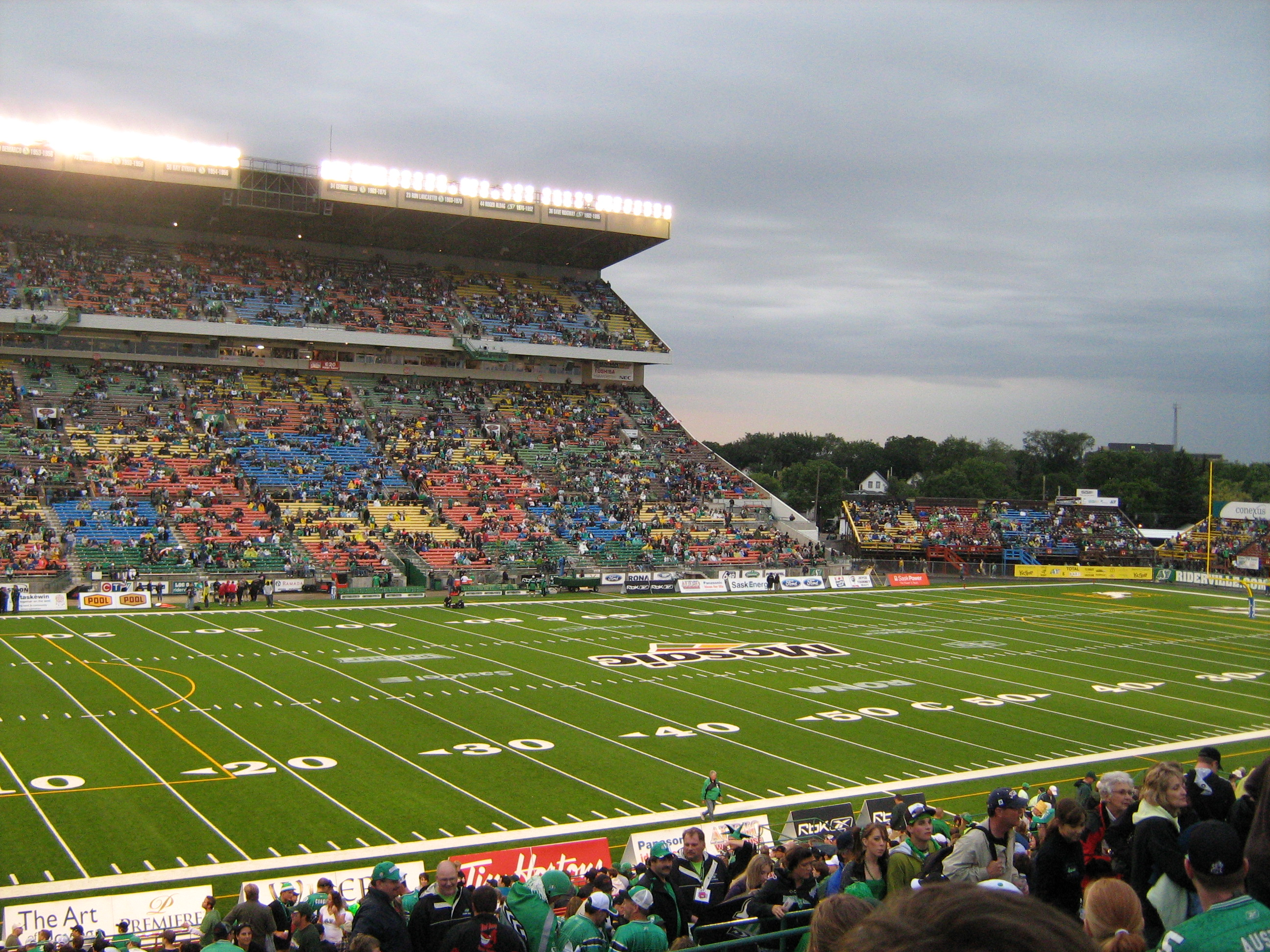
«Мозаїк Стедіум»

У місті є своя професійна команда з канадського футболу — Саскачеван Рафрайдерс. Рафрайдерс грають на Стадіоні «Мозаіка» на Тейлор-філд.

## Міста-побратими
Міста-побратими Реджайни:
- КНР, Цзінань
- Японія, Фудзіока
- Південна Корея, Ульсан
- Замбія, Ндола

## Відомі уродженці
- Курт Беннетт (* 1948) — канадський хокеїст.
- Даг Вікенгейзер — канадський хокеїст.
- Скотт Гарленд — канадський хокеїст.
- Террі Гарпер (* 1940) — канадський хокеїст.
- Таннер Ґласс — канадський хокеїст.
- Марк Кіртон — канадський хокеїст.
- Еліз Левек — канадська актриса, відома за роллю Хлої Армстронг в телесеріалі «Зоряна брама: Всесвіт».
- Леслі Нільсен (1926-2010) — канадський і американський актор, найбільш відомий комедійними ролями у фільмах 1980-х — 2000-х років.
- Пол Масник — канадський хокеїст.